# 松叶猪毛菜
松叶猪毛菜（学名：Salsola laricifolia）为苋科猪毛菜属的植物。分布在中亚地区、蒙古以及中国大陆的甘肃、新疆、宁夏、内蒙古等地，生长于海拔200米至3,000米的地区，一般生于砂丘、山坡或砾质荒漠。